# Дерек Џи
Дерек Џи (енгл. Derek Gee; 3. август 1997) канадски је професионални бициклиста који тренутно вози за UCI про тур тим — Израел—премијер тех. Освојио је једном првенство Канаде у вожњи на хронометар, док је на писти по четири пута освојио првенство Канаде у дохватној вожњи индивидуално и омнијуму, три пута у медисону, а по два пута у дохватној вожњи екипно и трци на поене.
Такмичио се у дисциплини дохватна вожња индивидуално на Свјетском првенству на писти 2018. године, након чега се квалификовао за Олимпијске игре 2020.
Године 2023. возио је своју прву гранд тур трку — Ђиро д’Италију, гдје је четири етапе завршио на другом мјесту и двије на четвртом мјесту, а на три етапе је добио награду за најагресивнијег возача. Освојио је класификацију за најагресивнијег возача на Ђиру, док је завршио на другом мјесту у класификацији по поенима, брдској и спринт класификацији.